# Avión torpedero

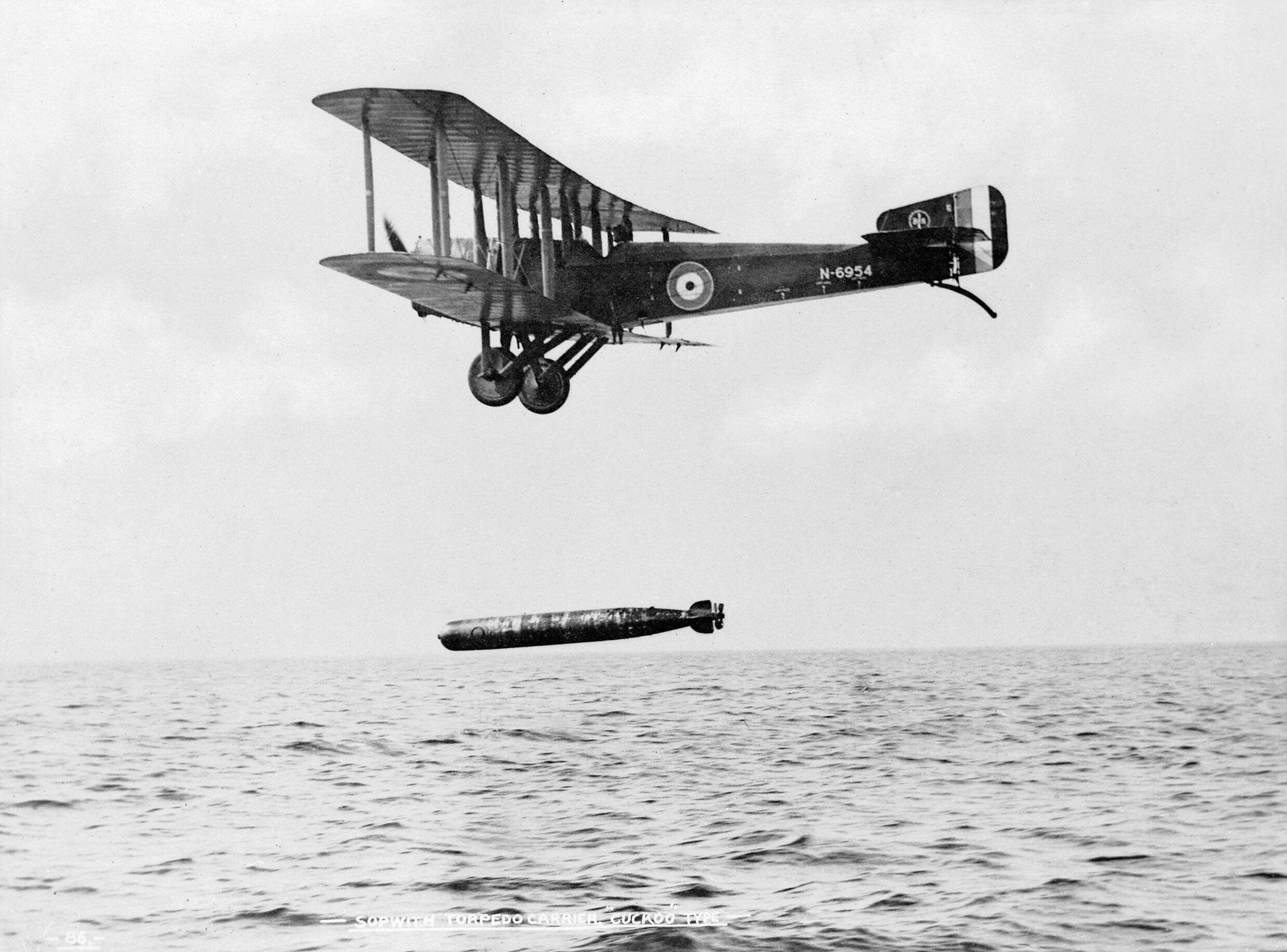
Un Sopwith Cuckoo lanzando un torpedo. Fue uno de los primeros torpederos.

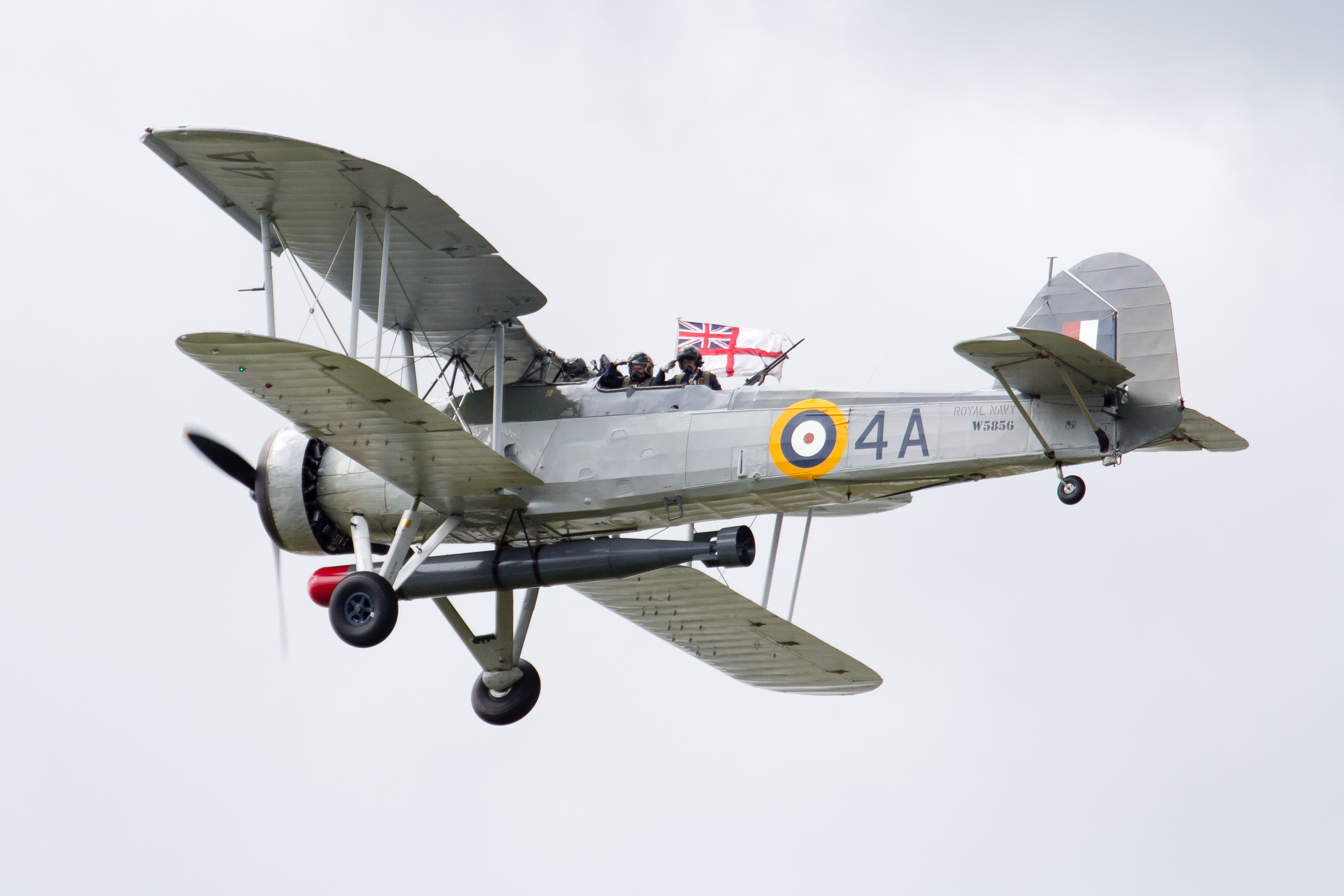
Un Fairey Swordfish con un torpedo.

Un avión torpedero o simplemente torpedero es un bombardero diseñado en un principio para atacar objetivos con torpedos, pero que además puede cargar bombas convencionales. Generalmente cargan torpedos diseñados para lanzarlos desde el aire, que son más pequeños y ligeros que los usados por submarinos y buques torpederos.
Apareció por primera vez en los últimos años de la Primera Guerra Mundial. Como un torpedo aerotransportado podía pesar hasta 907 kg (2000 libras), el doble que la carga de bombas que permitía un bombardero monomotor de la época, se necesitaba tener un motor más potente. Cargar torpedos incluso requería una larga compuerta, o en todo caso un fuselaje grande, que era la razón por la cual se precisaba un avión especial para atacar con torpedos. De todas formas, muchos aviones plurimotores más pesados han sido utilizados alguna vez como torpederos.
Los torpederos ya eran un elemento prioritario para la Segunda Guerra Mundial. Durante la misma, jugaron un importante papel en muchas famosas batallas, como el ataque británico en la Batalla de Tarento o el ataque japonés a la base de Pearl Harbor. En esas batallas, particularmente, los torpederos hicieron un buen trabajo porque el objetivo era estacionario, como ya lo habían hecho otros aviones de guerra. En otras batallas, cuando el objetivo era un barco lo suficientemente capaz de moverse a una velocidad relativamente alta, a los aviones convencionales les era difícil hundirlo, mientras que con los torpederos se hizo mucho más fácil, excepto cuando los tripulantes de la nave enemiga estaban muy bien entrenados. Aún cuando el torpedo hundiera un barco de guerra, siempre era un ataque importante, como el del acorazado Bismarck, por lo que el torpedero se convirtió en un arma muy peligrosa.
Uno de los principales inconvenientes de esta aeronave era que tenía que volar a una velocidad constante, en un curso estable, a una altitud fija y frente a su objetivo por un largo tiempo antes de lanzar el torpedo, por lo que era muy vulnerable a un ataque enemigo. Los torpederos incluso eran eficaces a la hora de amerizar (posarse sobre el agua), aunque esto se hacía bastante difícil, sobre todo en condiciones de mar gruesa. Los torpederos desaparecieron casi inmediatamente después de finalizada la Segunda Guerra Mundial, siendo reemplazados por aeronaves más modernas que cargaban otras armas, como los misiles antibuque.
Paralelamente, en algunos ataques marítimos, muchos helicópteros y otras aeronaves guiaban a los torpederos hacia el objetivo. Sin embargo, el modo de operación en esos casos era sensiblemente diferente.

## Lista de torpederos
Principales torpederos usados por cada país.

### Estados Unidos
- Boeing F8B
- Brewster SB2A Buccaneer
- Consolidated TBY Sea Wolf
- Curtiss BTC
- Curtiss SB2C Helldiver
- Douglas TBD Devastator
- Douglas TB2D Skypirate
- Douglas BTD Destroyer
- Douglas BT2D Destroyer II/Skyraider
- Grumman TBF Avenger
- Grumman TB2F
- Grumman AF Guardian
- Hall XPTBH
- Kaiser-Fleetwings BTK
- Martin AM Mauler
- Vultee TBV Georgia
- Vought TBU Sea Wolf

### Reino UnidoReino Unido
- AD Seaplane Type 1000
- Blackburn Baffin
- Blackburn Ripon
- Blackburn Shark
- Bristol Beaufort
- Bristol Beaufighter Mk X
- Bristol Brigand
- Fairey Albacore
- Fairey Barracuda
- Fairey Seal
- Fairey Spearfish
- Fairey Swordfish
- Hawker Harrier
- Sopwith Cuckoo
- Vickers Vildebeest
- Westland Wyvern

### /Alemania
- Albatros W.5
- Blohm & Voss Ha 140
- Brandenburg GW
- Dornier Do 22
- Fieseler Fi 167
- Friedrichshafen FF.41
- Heinkel He 59
- Heinkel He 111
- Heinkel He 115
- Junkers Ju 88
- Heinkel He 177
- Dornier Do 217

### Francia
- Bloch MB.175T
- Latécoère Laté 298
- Levasseur P.L.14
- Lioré-et-Olivier LeO H-257

### Italia
- Caproni Ca.3
- Caproni Ca.314
- Savoia-Marchetti SM.79 Sparviero
- Fiat G.55s ''Centauro'' (solo como prototipo)

### Noruega
- Northrop N-3PB

### Imperio del Japón
- Aichi B7A Grace
- Mitsubishi B1M
- Mitsubishi B2M
- Mitsubishi B5M Mabel
- Mitsubishi Ki-67 Peggy
- Mitsubishi Q2M
- Nakajima B5N Kate
- Nakajima B6N Jill
- Yokosuka B4Y Jane

### Unión Soviética
- Ilyushin DB-3T
- Ilyushin Il-2T
- Ilyushin Il-28T
- Tupolev Tu-2T (ANT-62T)
- Tupolev MR-6
- Tupolev SB T-1/ANT-41

## Pilotos destacados de torpederos
- Charles T. Beaird
- Eugene Esmonde
- George H. W. Bush
- Mitsuo Fuchida
- George H. Gay, Jr.
- John Kelvin Koelsch